# Maniwa
Maniwa (Japans: 真庭市, Maniwa-shi) is een stad in de Japanse prefectuur Okayama. Begin 2014 telde de stad 46.943 inwoners.

## Geschiedenis
Op 31 maart 2005 kreeg Maniwa het statuut van stad (shi). De stad ontstond die dag door het samenvoegen van de gemeenten Katsuyama (勝山町), Kuse (久世町), Ochiai (落合町), Yubara (湯原町), Hokubo (北房町) en de dorpen Chuka (中和村), Mikamo (美甘村), Kawakami (川上村) en Yatsuka (八束村).

## Partnersteden
- Victor Harbor, Australië sinds 2000
- Ruijin, China sinds 2001

Steden:
Akaiwa · Asakuchi · Bizen · Ibara · Kasaoka · Kurashiki · Maniwa · Mimasaka · Niimi · Okayama (hoofdstad) · Setouchi · Soja · Takahashi · Tamano · Tsuyama

Districten:
Aida · Asakuchi · Kaga · Katsuta · Kume · Maniwa · Oda · Tomata · Tsukubo · Wake
Gemeenten per district